# Diocèse d'Oria

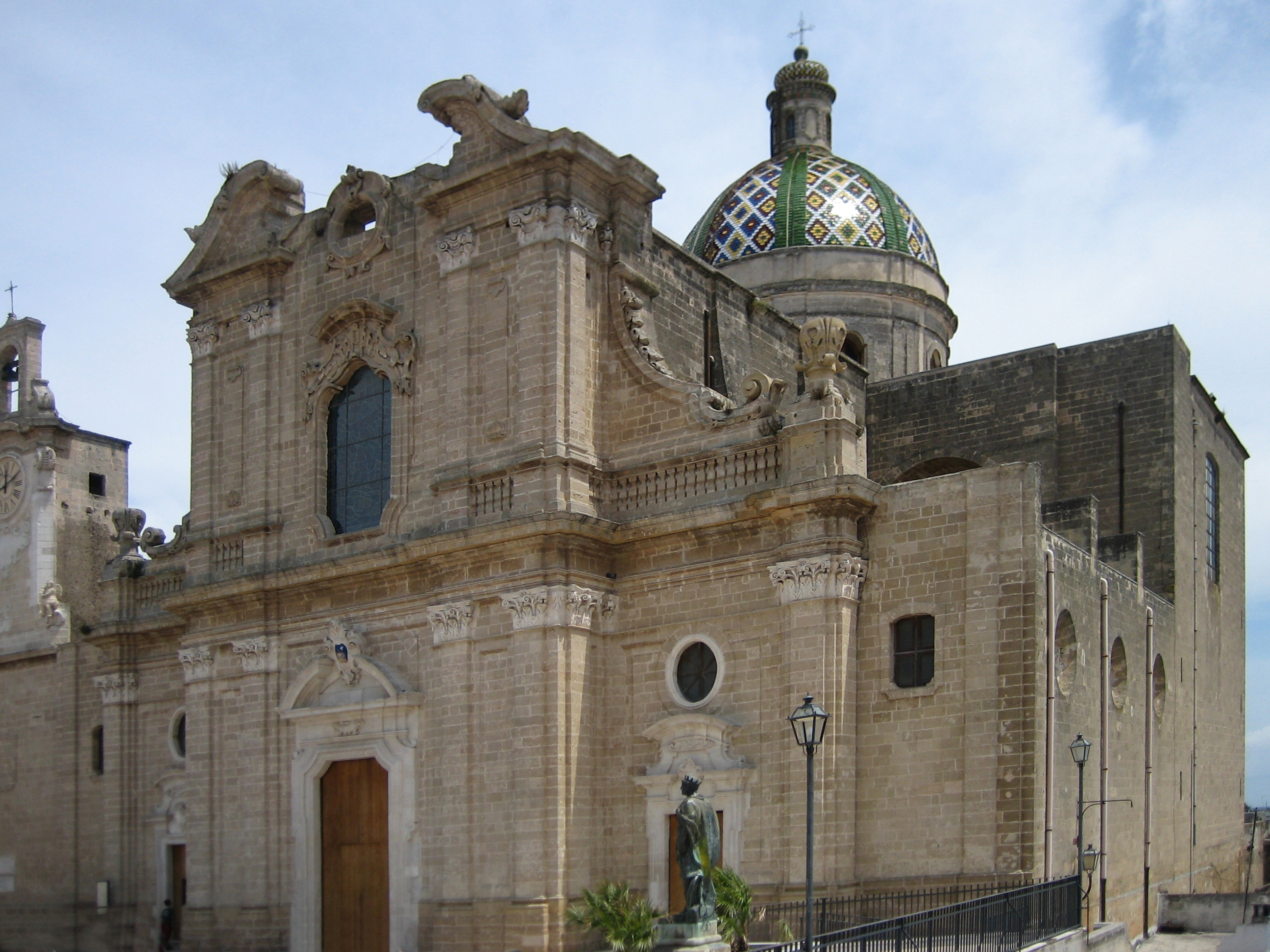
cathédrale basilique d'Oria

Le diocèse d'Oria (en latin : Diœcesis Uritana ; en italien : Diocesi di Oria) est un diocèse de l'Église catholique en Italie, suffragant de l'archidiocèse de Tarente et appartenant à la région ecclésiastique des Pouilles.

## Territoire
La partie nord du diocèse est dans une partie de la province de Brindisi (l'autre partie de la province est dans le diocèse de Conversano-Monopoli et dans l'archidiocèse de Brindisi-Ostuni) ; la partie sud est dans la province de Tarente (les autres parties sont partagées par le diocèse de Castellaneta et l'archidiocèse de Tarente). Son territoire est de 922 km2 divisé en 43 paroisses. L'évêché est à Oria où se trouve la cathédrale de l'Assomption qui a le rang de basilique mineure ; À Francavilla Fontana, l'icône de Notre Dame de la Fontaine (it) est l'objet d'un pèlerinage.

## Histoire
Selon une tradition répandue dans plusieurs diocèses des Pouilles, l'apôtre saint Pierre, lors de son voyage d'Antioche à Rome, débarque dans le golfe de Tarente et arrive à Oria où il prêche l'évangile et consacre le 1er évêque. La diffusion du christianisme peut être attribuée à la fois par la présence d'une communauté juive florissante (it) et au passage de la Voie Appienne à Oria.
L’existence d'un siège épiscopal à Oria est liée à la destruction de la ville de Brindisi par les Lombards (668 - 677) qui entraîne le transfert du siège des évêques de Brindisi à Oria. L’existence certaine d’un Uriatensis episcopus est attestée par un document du pape Adrien Ier de 785. Le 1er évêque de Brindisi à Oria est Magelpoto, un nom d’origine lombarde, dont l’inscription de dédicace datée du VIIIe siècle, est retrouvée en 1942. Parmi les évêques de cette période, le plus connu est Théodose, dont l'épiscopat dure environ trente ans, de 865 à 895 ; durant son épiscopat, le rite byzantin et le rite latin coexistent dans le diocèse d'Oria, suivis respectivement par les fidèles byzantin et lombard.
Vers la fin du Xe siècle, les relations entre Byzantins et Latins s'aggravent et se soldent par une crise à l'occasion de l'assassinat de l'évêque Andrea en 979, tué par le protospathaire Porfirio. C’est peut-être ce qui détermine le départ des évêques d’Oria, car son successeur Grégoire Ier, dans ses actes, est nommé episcopus Ecclesie Brundisine et Monopolitane, seu Stunense civitatis, c’est-à-dire évêque de Brindisi et Monopoli ou de la ville d’Ostuni. À partir de l'évêque suivant, Giovanni (début du XIe siècle), l'élévation du siège comme archidiocèse métropolitain est sourcée, avec deux diocèses suffragants, Ostuni et Monopoli.
À partir de 1089, avec Godino, les archevêques reçoivent à plusieurs reprises des papes l'ordre de transférer leur résidence à Brindisi, ville que les Normands, nouveaux maîtres de la région, reconstruite après plusieurs siècles d'abandon. Les dispositions répétées des pontifes indiquent que les archevêques hésitent à retourner à Brindisi. La bulle pontificale de 1089 rappelle que le siège de l'évêque avait été transféré à Oria à la suite de la destruction de Brindisi et qu'un diocèse n'avait donc jamais été érigé à Oria, qui avait été le siège momentané des évêques de Brindisi. En raison des protestations du clergé et de l'université d'Oria, les papes doivent intervenir à plusieurs reprises pour confirmer la suprématie de Brindisi et la soumission d'Oria aux archevêques de Brindisi.
L’aggravation des relations entre Oria et Brindisi dans la seconde moitié du XVIe siècle amène les papes à séparer définitivement les deux villes. Le 8 mai 1591, par la bulle  Regiminis Universae Ecclesiae du pape Grégoire XIV, le diocèse d'Oria est érigé en prenant une partie du territoire de l'archidiocèse de Brindisi et le nouveau siège épiscopal devient suffragant de l'archidiocèse de Tarante. La division peut également être mise en œuvre grâce à la décision de l'archevêque Giovanni Carlo Bovio, qui avait construit un palais épiscopal à Oria vingt ans auparavant.
Le 1er évêque est le théatin Vincenzo Del Tufo, qui dirige le diocèse seulement quatre ans. D'autres évêques, notamment des religieux, s'engagent à réformer le diocèse en application des décrets du concile de Trente. En 1743, un tremblement de terre endommage dangereusement la cathédrale romane construite par l'archevêque de Brindisi, Pellegrino Ier, dans la première moitié du XIIIe siècle. La reconstruction complète du bâtiment dans le style baroque commence pendant l'épiscopat de Castrese Scaia (1746-1755). À la fin du XVIIIe siècle, Mgr Alessandro Maria Calefati (it) (1781-1794) se distingue par son érudition (archéologue, linguiste, théologien et historien) il prend soin de rassembler toute la documentation concernant l'Église d'Oria.
Le XIXe siècle est le théâtre d'affrontements entre le clergé réformiste et le clergé traditionaliste. L'emblème de cette confrontation est l'évincement de Luigi Margarita (1851-1888), évêque pro-bourbon, qui est contraint d'abandonner le diocèse pendant un certain temps en raison d'accusations de simonie par une partie de son clergé.
Le début du XXe siècle est caractérisé par le long épiscopat d'Antonio di Tommaso (1903-1947) et la présence dans le diocèse de deux saints, le laïc Bartolo Longo, originaire de Latiano, béatifié par le pape Jean-Paul II, et le prêtre Hannibal Marie Di Francia qui fait d’Oria l’un des centres de diffusion du charisme des rogationistes du Cœur de Jésus.

## Sources
- http://www.catholic-hierarchy.org